# Topacz (herb szlachecki)
Topacz, Kopacz – polski herb szlachecki, noszący zawołanie Skrzydło. Informacje o herbownych Kopacza znajdują się w Liber Beneficiorum, spisanym przez historyka Jana Długosza w latach 1440–1480. Kopacz jest jednym z 47 herbów adoptowanych przez bojarów litewskich na mocy unii horodelskiej z 1413 roku.
Herb występował głównie wśród rodzin osiadłych w ziemi sieradzkiej i księstwie oświęcimskim. Spośród najbardziej znanych rodów pieczętujących się herbem Kopacz, należy wymienić Mosiewiczów i Bydłowskich.
Kopacza używał też Józef Lubowidzki.

## Opis herbu

### Opis współczesny
Opis skonstruowany współcześnie brzmi następująco:
Na tarczy w polu czerwonym złota noga orła z której wyrasta skrzydło czarne.
W klejnocie trzy pióra strusie.
Labry herbowe czerwone, podbite czernią.

## Geneza

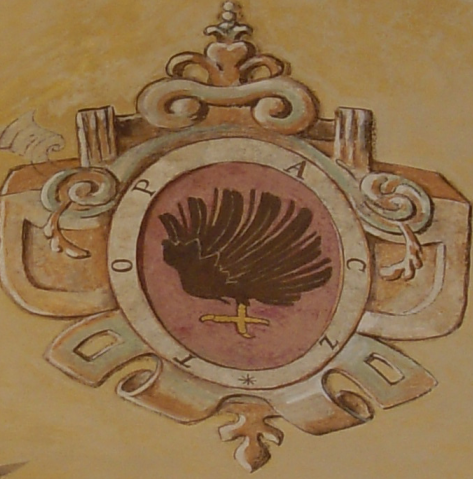
Herb Kopacz w zamku w Baranowie Sandomierskim

### Najwcześniejsze wzmianki
W Liber Beneficiorum, Jana Długosza, występuje dziedzic Mikołaj Szaszowski "de domo Fossorum, qui in polonica Kopaczowye appellantur" (z rodu Fossorum [łac. Kopaczy], którzy po polsku nazywają się Kopaczowie"). Od 1480 występuje w źródłach Piotr Szaszowski vel Gierałtowski z Gierałtowic, Głębowic, Wilamowic, Gilowic, Wieprza i "de Oszmyorowycze" [Ośmiorowice, niezidentyfikowana wieś], zmarłego przed 1525 r. (zob. Słownik historyczno-geograficzny województwa krakowskiego w średniowieczu, cz. I, z. 4, s. 733). W wyniku unii horodelskiej w 1413 przeniesiony na Litwę.

## Herbowni
Lista sporządzona została na podstawie wiarygodnych źródeł, zwłaszcza klasycznych i współczesnych herbarzy. Należy jednak zwrócić uwagę na częste zjawisko przypisywania rodom szlacheckim niewłaściwych herbów, szczególnie nasilone w czasie legitymacji szlachectwa przed zaborczymi heroldiami, co zostało następnie utrwalone w wydawanych kolejno herbarzach. Identyczność nazwiska nie musi oznaczać przynależności do danego rodu herbowego. Przynależność taką mogą bezspornie ustalić wyłącznie badania genealogiczne.
Pełna lista herbownych nie jest dziś możliwa do odtworzenia, także ze względu na zniszczenie i zaginięcie wielu akt i dokumentów w czasie II wojny światowej (m.in. w czasie powstania warszawskiego w 1944 spłonęło ponad 90% zasobu Archiwum Głównego w Warszawie, gdzie przechowywana była większość dokumentów staropolskich). Lista nazwisk znajdująca się w artykule (w infoboksie po prawej stronie) pochodzi z Herbarza polskiego Tadeusza Gajla. Jest to dotychczas najpełniejsza lista herbownych, uzupełniana ciągle przez autora przy kolejnych wydaniach Herbarza. Występowanie na liście nazwiska nie musi oznaczać, że konkretna rodzina pieczętowała się herbem Topacz.